# Zwitserse referenda 2020

De referenda in Zwitserland in 2020 vonden plaats op 9 februari, 27 september en 29 november 2020.

## Februari

### Referenda
Op 9 februari 2020 werden twee voorstellen ter stemming voorgelegd:
1. Het bevolkingsinitiatief "voor meer betaalbare woningen", dat voorstelt om de bouw van betaalbare woningen aan te moedigen door een quotum van ten minste 10% op nationaal niveau vast te stellen en door gemeenten en kantons het recht van voorverkoop hieraan te verlenen. Dit bevolkingsinitiatief werd ingediend op 18 oktober 2016 en telde meer dan 125.000 handtekeningen, waarvan 104.800 geldige. De Bondsraad verwierp het bevolkingsinitiatief op 24 januari 2017.[1][2]
2. Het facultatief referendum over de wetswijziging van 14 december 2018 van het Zwitsers Strafwetboek en het Zwitsers Militair Strafwetboek tot bestraffing van discriminatie en het aanzetten tot haat op grond van seksuele geaardheid, ook het referendum over de uitbreiding van de antiracismewetgeving. Binnen de honderd dagen na de goedkeuring van deze wetswijziging werden 70.539 handtekeningen ingediend om een referendum over de wet af te dwingen, waarvan er 67.494 geldig werden verklaard.[3][4] Onder de grote Zwitserse partijen is enkel de Zwitserse Volkspartij (SVP/UDC) gekant tegen de uitbreiding van de antiracismewetgeving. Alle andere grote partijen, zijde de Socialistische Partij van Zwitserland (SP/PS), de Vrijzinnig-Democratische Partij.De Liberalen (FDP/PLR), de Christendemocratische Volkspartij (CVP/PDC), de Groene Partij van Zwitserland (GPS/PES) en de Groen-Liberale Partij van Zwitserland (GLP/PVL) steunen het voorstel wel.[5]

Op dezelfde dag vonden in Bern en Fribourg ook kantonnale referenda plaats over de overdracht van de Bernse enclave Clavaleyres naar het kanton Fribourg. In beide kantons stemde een overgrote meerderheid in met deze overdracht.

### Resultaten
Het bevolkingsinitiatief omtrent de betaalbare woningen werd afgekeurd, terwijl de anti-homofobiewet werd goedgekeurd.
| Referendum          | Voor      | Voor  | Tegen     | Tegen | Blanco | Ongeldig | Totaal    | Kiesgerechtigden | Opkomst | Kantons voor | Kantons voor | Kantons tegen | Kantons tegen |
| Referendum          | Stemmen   | %     | Stemmen   | %     | Blanco | Ongeldig | Totaal    | Kiesgerechtigden | Opkomst | Volle        | Halve        | Volle         | Halve         |
| ------------------- | --------- | ----- | --------- | ----- | ------ | -------- | --------- | ---------------- | ------- | ------------ | ------------ | ------------- | ------------- |
| Betaalbare woningen | 963.610   | 42,90 | 1.280.148 | 57,10 | 28.226 | 6.670    | 2.278.654 | 5.468.954        | 41,67 % | 4            | 1            | 16            | 5             |
| Anti-homofobiewet   | 1.413.609 | 63,10 | 827.361   | 36,90 | 31.669 | 6.778    | 2.279.417 | 5.468.954        | 41,68 % | 18           | 5            | 2             | 1             |

## Mei
Als gevolg van de uitbraak van het coronavirus in Zwitserland besloot de Bondsraad op 18 maart 2020 om de referenda die waren voorzien voor 17 mei 2020 af te gelasten. De stemmingen werden doorgeschoven naar september. Het was voor het eerst sinds 1951 dat een federaal referendum werd uitgesteld.

## September

### Referenda
Op 27 september 2020 werden vijf voorstellen ter stemming voorgelegd, waaronder de drie voorstellen die in mei werden uitgesteld:
1. het bevolkingsinitiatief "voor gematigde immigratie" over de afschaffing van het vrij verkeer met de landen van de Europese Unie;
2. een wijziging van de wet op de jacht en bescherming van wilde zoogdieren en vogels;
3. een wijziging van de federale wet op de directe federale belasting over de aftrek van de kosten voor kinderopvang;
4. een wijziging van de wet inzake uitkeringen wegens inkomensderving bij dienstbetrekking en moederschap over de invoering van het vaderschapsverlof;
5. en het federaal besluit betreffende de aankoop van nieuwe gevechtsvliegtuigen.

### Resultaten
| Referendum                         | Voor      | Voor  | Tegen     | Tegen | Blanco | Ongeldig | Totaal | Kiesgerechtigden | Opkomst | Kantons voor | Kantons voor | Kantons tegen | Kantons tegen |
| Referendum                         | Stemmen   | %     | Stemmen   | %     | Blanco | Ongeldig | Totaal | Kiesgerechtigden | Opkomst | Volle        | Halve        | Volle         | Halve         |
| ---------------------------------- | --------- | ----- | --------- | ----- | ------ | -------- | ------ | ---------------- | ------- | ------------ | ------------ | ------------- | ------------- |
| Afschaffing van het vrij verkeer   | 1.233.809 | 38,29 | 1.988.120 | 61,71 | 33.953 | 11.564   |        | 5.494.167        | 59,47   | 3            | 1            | 17            | 5             |
| Wijziging van de wet op de jacht   | 1.530.811 | 48,07 | 1.653.873 | 51,93 | 62.462 | 12.234   |        | 5.494.167        | 59,32   | 13           | 4            | 10            | 2             |
| Belastingaftrek kinderopvangkosten | 1.164.329 | 36,76 | 2.003.012 | 63,24 | 71.849 | 12.779   |        | 5.494.167        | 59,19   | 2            | 0            | 21            | 6             |
| Vaderschapsverlof                  | 1.933.114 | 60,34 | 1.270.551 | 39,66 | 44.764 | 11.844   |        | 5.494.167        | 59,34   | 15           | 2            | 5             | 4             |
| Gevechtsvliegtuigen                | 1.605.700 | 50,14 | 1.597.030 | 49,86 | 49.312 | 11.788   |        | 5.494.167        | 59,41   | 14           | 4            | 6             | 2             |

## November

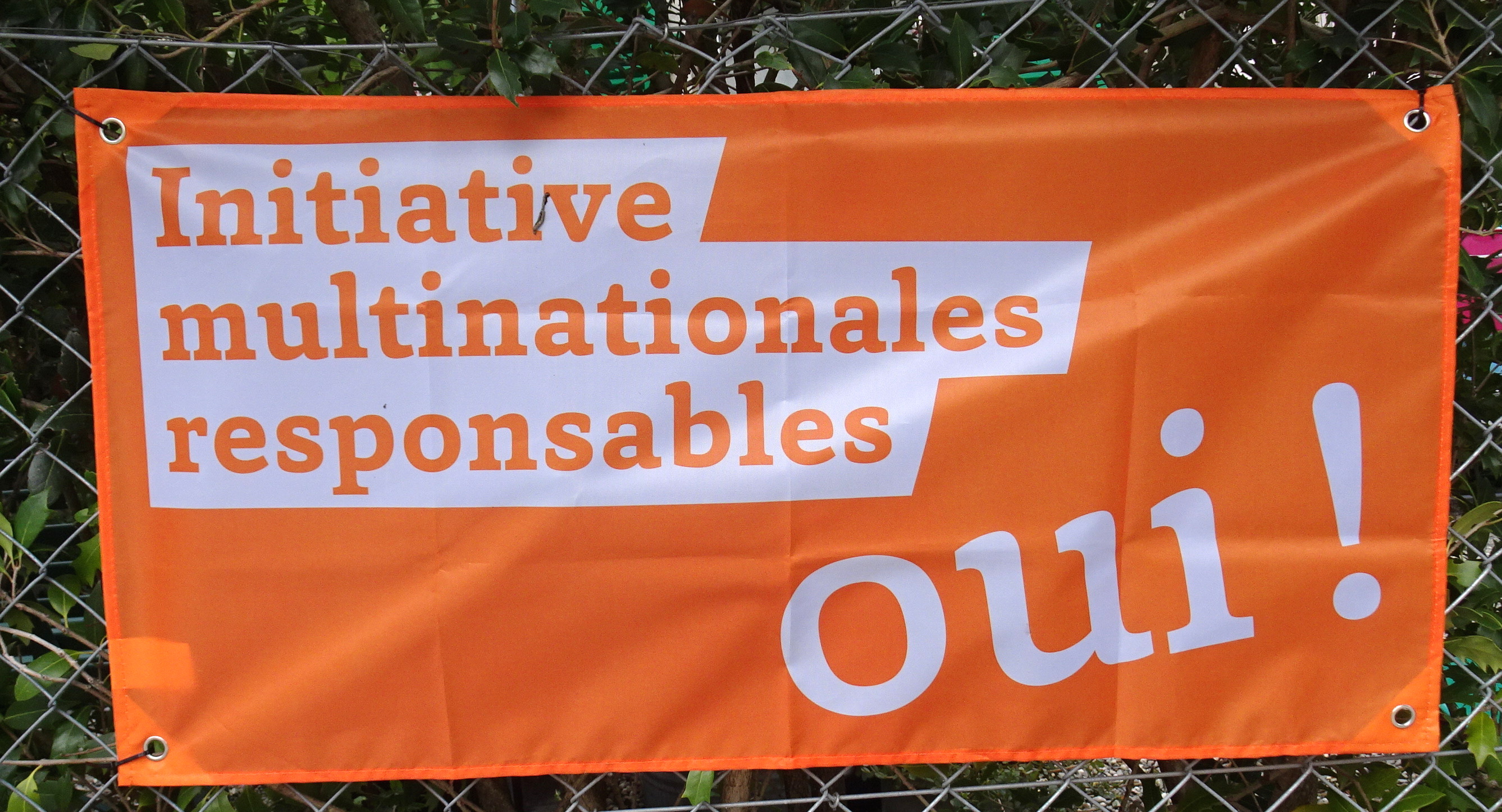
Een spandoek ten voordele van het bevolkingsinitiatief voor verantwoordelijke multinationals in Onex (kanton Genève), 3 oktober 2020.

### Referenda
Op 27 september 2020 werden twee voorstellen ter stemming voorgelegd:
1. het bevolkingsinitiatief voor verantwoordelijke multinationals (Konzernverantwortungsinitiative, initiative multinationales responsables);
2. en het bevolkingsinitiatief voor een verbod op de financiering van producenten van oorlogsmateriaal.

Het bevolkingsinitiatief voor verantwoordelijke multinationals behaalde een nipte meerderheid van de stemmen bij de bevolking, maar behaalde geen meerderheid bij de kantons en behaalde aldus niet te vereiste dubbele meerderheid. Beide initiatieven werden verworpen.

### Resultaten
| Referendum                       | Voor      | Voor  | Tegen     | Tegen | Blanco | Ongeldig | Totaal | Kiesgerechtigden | Opkomst | Kantons voor | Kantons voor | Kantons tegen | Kantons tegen |
| Referendum                       | Stemmen   | %     | Stemmen   | %     | Blanco | Ongeldig | Totaal | Kiesgerechtigden | Opkomst | Volle        | Halve        | Volle         | Halve         |
| -------------------------------- | --------- | ----- | --------- | ----- | ------ | -------- | ------ | ---------------- | ------- | ------------ | ------------ | ------------- | ------------- |
| Verantwoordelijke multinationals | 1.299.173 | 50,73 | 1.261.673 | 49,27 |        |          |        |                  | 47,02   | 8            | 1            | 12            | 5             |
| Financiering oorlogsmateriaal    | 1.081.731 | 42,55 | 1.460.755 | 57,45 |        |          |        | 46,93            | 3       | 1            | 17           | 5             |               |